# طحبات (المهرة)

تعديل مصدري - تعديل

طحبات هي إحدى قرى عزلة حبروت بمديرية شحن التابعة لمحافظة المهرة، بلغ تعداد سكانها 14 نسمة حسب تعداد اليمن لعام 2004.